# Tijgertje (sportclub)
Sportclub Tijgertje te Amsterdam begon in 1982 met cursussen zelfverdediging om de weerbaarheid van homo’s en lesbo's te vergroten.
Aanleiding tot de start van de activiteiten waren de gewelddadigheden tijdens de Roze Zaterdag in juni 1982 te Amersfoort toen er voor bezoekers een bedreigende situatie ontstond en sommige mensen in elkaar werden geslagen. Een aantal Amsterdammers had de wens om de volgende keer 'beter van je af te kunnen bijten'. De naam Tijgertje werd hieraan ontleend. Vanaf najaar 1982 werden er cursussen zelfverdediging aangeboden.
De Stichting Tijgertje werd als eerste 'queer-sportclub’ in Nederland opgericht in 1984 en bood in de jaren tachtig en negentig een groeiend aantal trainingen van diverse sporten: zelfverdediging, karate, conditietraining, worstelen, yoga, basketbal, badminton, zwemmen, etc. Ook was er een speciale zwemtraining voor mensen met Hiv / Aids.
In 1998 werden vanuit Tijgertje diverse sportonderdelen van de Gay Games 1998 in Amsterdam mede-georganiseerd. Deze periode was een sterke stimulans voor de groei van 'gay-sportclubs', waardoor er toen vele initiatieven werden genomen. Sommige sportonderdelen kozen er voor om verder te gaan als zelfstandige verenigingen, waaronder Gay Swim Amsterdam in 1997. Tijgertje werd vervolgens omgezet in een sportvereniging en is in de loop der tijd uitgegroeid tot een veelzijdige lgbt-vereniging met een breed sportaanbod. Hiermee is Tijgertje een onderdeel geworden van de homocultuur in Amsterdam.
Tijgertje heeft tegenwoordig een ruim aanbod van teams en groepen. Sinds 2015 is de weerbaarheidsgroep veranderd in de moderne Krav Maga-training. Deze van oorsprong Israëlische zelfverdedigingsmethode vormt het hart van de oorspronkelijke Tijgertje missie. Onder de paraplu van Vereniging Tijgertje trainen de volgende teams van diverse achtergronden, nationaliteiten, seksuele voorkeuren en leeftijden: Krav Maga, yoga, basketbal, conditietraining, special swim fitness en wielersport.
Op 18 november 2022 werd het veertigjarige bestaan gevierd in Pakhuis de Zwijger met het congres 'Dag van Queer & Sport'   (in samenwerking met Gay Swim Amsterdam en Pride & Sports).